# Bitwa pod Bramą Mostową
Bitwa pod Bramą Mostową – starcie zbrojne, które miało miejsce 7 marca 1098 roku w trakcie I wyprawy krzyżowej pomiędzy wojskami krzyżowców a tureckimi oddziałami Jaghi Sijana, zakończone wygraną chrześcijan.

## Problemy z żywnością i zaopatrzeniem
Oblegający Antiochię krzyżowcy zmagali się z nieustannymi brakami jedzenia. Kiedy ich wojska po raz pierwszy wkroczyły na równinę antiocheńską, żywności było tam pod dostatkiem. W okolicy nie brakowało bydła i innych zwierząt, a w wiejskich stodołach znajdowała się większość tegorocznych zbiorów. Jednak wszystkie te zapasy szybko się skończyły, ponieważ krzyżowcy jedli bez umiaru, nie czyniąc zapasów na miesiące zimowe. Wkrótce w ich obozie zapanował głód i wojownicy chrześcijańscy musieli szukać prowiantu daleko od obozu, tym samym narażając się na ataki Turków, którzy dokonywali wypadów zarówno z miasta, jak i z gór. Krzyżowcy zrozumieli, że nie będą w stanie wziąć Antiochii głodem, gdyż ich własne zapasy były na wyczerpaniu, do tego nie mieli wystarczającej ilości wojska, żeby skutecznie odciąć miasto od dostaw z zewnątrz.
Tymczasem z Cypru zaczęły nadchodzić dostawy żywności, organizowane przez patriarchę Symeona oraz bizantyjskiego generała Tatikiosa. Przybywały one bezpośrednio do portu Saint-Siméon, który znajdował się w rękach krzyżowców. Jednak prowadzący tam gościniec był celem nieustannych napadów oddziałów tureckich, które wymykały się z Antiochii i atakowały słabo bronione konwoje, po czym zdobytą żywność dostarczały do miasta przez niezablokowaną Bramę Św. Jerzego i ufortyfikowany most.

## Wyprawa do Saint-Siméon
Aby całkowicie odciąć Antiochię od dostaw żywności z zewnątrz, a także rozwiązać problem bezpiecznego dostępu do Saint-Siméon, jeden z przywódców krucjaty, Rajmund z Tuluzy zaproponował zbudowanie wieży na północnym brzegu Orontesu, w pobliżu mostu używanego przez Turków do zbrojnych wypadów za mury miasta. Lecz problem stanowiły materiały budowlane. Z powodu ich braku realizacja tego projektu uległa zwłoce. 4 marca zawinęła do Saint-Siméon flota bizantyjska z załogą złożoną z Waregów, dowodzona przez wygnanego pretendenta do tronu Anglii, Edgara Athelinga. Statki zjawiły się w samą porę, miały bowiem na pokładzie nie tylko materiały budowlane, ale także rzemieślników. Inicjatorem wysłania krzyżowcom wsparcia był cesarz Aleksy I Komnen
Nowa dostawa była zbyt ważna, by mogła paść łupem Turków, dlatego z obozu pod Antiochią wyruszyli Boemund z Tarentu i Rajmund. Wybrali się tam obaj, gdyż z powodu wzajemnej nieufności, żaden nie chciał puścić drugiego w pojedynkę. Zabrali ze sobą 60 rycerzy i 500 piechoty. W dniu 6 marca, kiedy wraz z materiałami budowlanymi wracali do obozu, wpadli w zasadzkę, którą zastawił na nich oddział turecki wysłany z Antiochii. Kompletnie zaskoczeni krzyżowcy rzucili się do ucieczki, pozostawiając cały transport na pastwę nieprzyjaciela.

## Bitwa z Jaghi Sijanem
Kilku uciekinierów, którzy pierwsi przybyli do obozu krzyżowców puściło plotkę, że Rajmund i Boemund polegli. Na wieść o tej klęsce, Gotfryd z Bouillon zaczął przygotowywać swoje wojska do opuszczenia obozu i pospieszenia na ratunek rozgromionemu oddziałowi. Aby umożliwić swojej drużynie bezpieczne wycofanie się do Antiochii, Turcy dowodzeni przez Jaghi Sijana dokonali wypadu z miasta i uderzyli na siły Gotfryda. Wojska z obozu skutecznie stawiały czoła Turkom aż do przybycia rycerzy ocalałych z zasadzki na drodze z Saint-Siméon, którzy zaatakowali żołnierzy Jaghi Sijana zmuszając ich do odwrotu do miasta. Następnie połączone wojska krucjatowe przypuściły atak na wracający do Antiochii oddział wypadowy, prowadzący ze sobą zdobyte materiały budowlane. Krzyżowcy, mając przewagę nad objuczonymi zdobyczą Turkami, oskrzydlili i rozgromili ich w momencie, gdy usiłowali dostać się na most. Część Turków usiłowała się ratować skacząc do rzeki i przepływając ją wpław, ale wszyscy zginęli, a krzyżowcy odzyskali cenny ładunek. Łączna liczba zabitych wśród muzułmanów wynosiła 1500 ludzi, w tym aż dziewięciu emirów.

## Po bitwie
Zwycięstwo to umożliwiło krzyżowcom całkowite odcięcie Antiochii. Posiadając niezbędne materiały i rzemieślników zbudowali wieżę w pobliżu meczetu na cmentarzu muzułmańskim na północnym brzegu rzeki, która panowała nad dostępem do ufortyfikowanego mostu. Jej budowę ukończono 19 marca i nazwano La Mahomerie. Dowództwo tej wieży objął Rajmund jako pomysłodawca całego planu. Wkrótce później wzniesiono kolejną na wzgórzu położonym na wprost Bramy Św. Jerzego, mającą uniemożliwić Turkom jakiekolwiek wypady z miasta. Budowę tego kasztelu ukończono w kwietniu i powierzono go Tankredowi de Hauteville, siostrzeńcowi Boemunda.
Od tej pory żaden konwój nie mógł dostać się do Antiochii, a ponadto jej mieszkańcy nie mogli wypędzać więcej swych stad na pastwiska za murami obronnymi, jak to robili wcześniej. Doprowadziło to do znacznego pogorszenia się sytuacji garnizonu tureckiego, który zaczął głodować, natomiast sytuacja krzyżowców uległa znacznej poprawie, gdyż dostawy żywności z Saint-Siméon mogły odtąd bezpiecznie docierać do obozu.